# Webb-Gletscher (Südgeorgien)
Der Webb-Gletscher ist ein 3 km langer Gletscher auf Südgeorgien. Er fließt vom Mount Brooker in der Allardyce Range in südöstlicher Richtung zum Ross-Gletscher an der Nordküste der Insel.
Namensgeber für den Gletscher ist der britische Geodät Edgar Clive Webb vom South Georgia Survey, der gemeinsam mit seinem Landsmann Ian M. Brooker den Mount Brooker am 30. Januar 1955 erstmals bestieg. Der Gletscher war Teil ihrer Aufstiegsroute zum Gipfel des Berges.